# Premjer-liha
Premjer-liha (ukrajinsky Прем'єр-ліга; v minulosti pod názvem Vyšča liha, ukrajinsky Ви́ща лі́га) je nejvyšší ukrajinská fotbalová soutěž. Jejím vrchním pořadatelem je Ukrajinský fotbalový svaz (Федерація Футболу України). Založena byla v roce 1991 – po rozpadu Sovětského svazu a jeho tehdejší nejvyšší soutěže Vysšaja liga. Nižší soutěží pro Premjer-lihu je Perša liha.
Soutěž se skládá ze 16 družstev, přičemž o nasazování do Evropských pohárů rozhoduje pozice v žebříčku koeficientů UEFA . Z právě probíhající sezony 2011/12 se mistr kvalifikuje přímo do hlavní fáze Ligy mistrů, vicemistr pak hraje její předkolo. Do se kvalifikují 3 týmy z dalšího ligového pořadí (3.–5.), které doplní vítěz ukrajinského poháru . Z opačného pólu tabulky sestupují poslední dva týmy ročníku a jsou nahrazeny vítězem a druhým týmem z Perša lihy. Vítěz soutěže je před začátkem následující sezony vyzván vítězem Ukrajinského poháru v boji o Ukrajinský Superpohár.
Hraje se systémem podzim-jaro, podobně jako ve většině evropských zemí. Od prosince do února je zimní přestávka. Nejúspěšnější mužstvem dosavadní historie je Dynamo Kyjev, které vyhrálo ligu šestnáctkrát.

## Historie

### Počátky bez vlastní ligy
Na počátku 20. let se část západní Ukrajiny stala součástí 2. polské republiky. S tím souvisela i účast některých týmů v tehdejší Polské lize. Velmi úspěšným byl například klub Pogoń Lwów, který se v této době stal 4× během pěti let mistrem polské ligy. Další, dnes ukrajinská území, jako třeba Bukovina nebo Podkarpatská Rus byly tehdejší součásti Rumunska, respektive Československa. Kluby z těchto oblastí logicky působily v ligách dle státních příslušností.

### Sovětská éra (1936–1991)

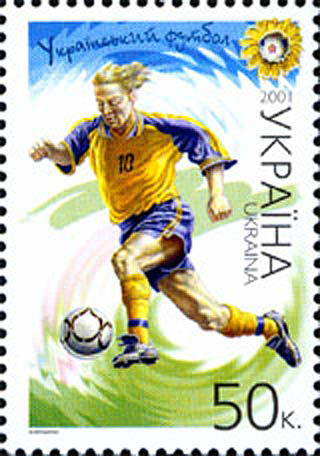
Ukrajinská poštovní známka s fotbalovou tematikou z roku 2001

Vlastní ligu měla v letech 1921–1936 Ukrajinská SSR. Její název zněl v překladu Ukrajinská sovětská fotbalová liga a její existence se datuje až do roku 1991. Od roku 1936 v ní však nepůsobily ty nejlepší týmy, které hrály nejvyšší soutěž bývalého Sovětského svazu zvanou „Sovětská Top liga“. Ukrajinská liga tak od roku 1936 plnila pouze roli druhé ligy, ovšem pouze v „regionálním“ (ukrajinském) pojetí.
Opravdu plnohodnotné založení sovětské Top divize můžeme datovat až do roku 1963, kdy Sovětská liga dostala tento název a také změnila hrací formát. Ze dvou jedenáctičlenných skupin se stala jedna dvacetičlenná. O dva roky dříve (sezona 1961) vyhrál poprvé Sovětskou ligu klub sídlící mimo Moskvu a zároveň tým sídlící na Ukrajině. Byl jím Dynamo Kyjev, nejúspěšnější ukrajinský klub historie . Ten vyhrál sovětskou nejvyšší soutěž celkem 13x a stal se vůbec nejúspěšnějším klubem v historii této soutěže, když o jeden titul překonal druhého v pořadí – FC Spartak Moskva.
| Klub                 | Tituly | Mistr v roce                                                                |
| -------------------- | ------ | --------------------------------------------------------------------------- |
| Dynamo Kyjev         | 13     | 1961, 1966, 1967, 1968, 1971, 1974, 1975 1977, 1980, 1981, 1985, 1986, 1990 |
| Dněpr Dněpropetrovsk | 2      | 1983, 1988                                                                  |
| Zorja Luhansk        | 1      | 1972                                                                        |

Dynamo Kyjev byl top klubem i na mezinárodní scéně. V sezonách 1974/75 a 1985/86 dvakrát zvítězil v Poháru vítězů pohárů a jednou v Superpoháru UEFA (1975). Dynamo však není jediným ukrajinským vítězem Sovětské Top Divize. Stejného úspěchu se podařilo dosáhnout ještě dalším dvěma klubům. Dvakrát se stal mistrem Dněpr Dněpropetrovsk (1983 a 1988) a jeden titul připsala i Zorja Luhansk (1972) .

### Samostatná ukrajinská soutěž (od 1992)
Nezávislá ukrajinská fotbalová liga vznikla po rozpadu Sovětského svazu v roce 1991. Liga byla vytvořena na jaře roku 1992 a dostala název Vyšča liha (později přejmenována na Premjer-liha). Liga byla utvořena ze 6 týmů sovětské Top divize, dvou týmů První divize a z dvanácti týmů Druhé divize. První ročník tak měl celkem dvacet členů rozdělených do dvou desetičlenných skupin. Na konci z každé skupiny tři týmy sestoupily de druhé nejvyšší Perša liha. Vítězové skupin (Dynamo Kyjev a SK Tavrija Simferopol) se utkaly ve finálovém utkání ve Lvově. Svůj první a dosud jediný mistrovský titul vybojovala SK Tavrija Simferopol. Od roku 1992 nezná Premjer-liha jiného vítěze než Dynamo Kyjev nebo Šachtar Doněck. Tyto dva kluby dohromady zvítězily v 19 z 20 dosud odehraných ročníků soutěže, v které i dnes dominují. Šachtar Doněck zvítězil v sezoně 2008/09 v posledním ročníku Poháru UEFA hraném pod tímto názvem.

## Nejlepší kluby v historii – podle počtu titulů
| Vítězové nejvyšší ligové soutěže |        |                                                                                                |
| Klub                             | Tituly | Vítězné ročníky                                                                                |
| Dynamo Kyjev                     | 16     | 1993, 1994, 1995, 1996, 1997, 1998, 1999, 2000, 2001, 2003, 2004, 2007, 2009, 2015, 2016, 2021 |
| Šachtar Doněck                   | 15     | 2002, 2005, 2006, 2008, 2010, 2011, 2012, 2013, 2014, 2017, 2018, 2019, 2020, 2023, 2024       |
| Tavrija Simferopol               | 1      | 1992                                                                                           |

## Vítězové jednotlivých ročníků
| Ročník       | Mistr                     | 2. místo                | 3. místo             |
| Vyšča liha   |                           |                         |                      |
| 1992         | Tavrija Simferopol (1)    | Dynamo Kyjev            | Dněpr Dněpropetrovsk |
| 1992–1993    | Dynamo Kyjev (1)          | Dněpr Dněpropetrovsk    | Černomorec Oděsa     |
| 1993–1994    | Dynamo Kyjev (2)          | Šachtar Doněck          | Černomorec Oděsa     |
| 1994–1995    | Dynamo Kyjev (3)          | Černomorec Oděsa        | Dněpr Dněpropetrovsk |
| 1995–1996    | Dynamo Kyjev (4)          | Černomorec Oděsa        | Vorskla Poltava      |
| 1996–1997    | Dynamo Kyjev (5)          | Šachtar Doněck          | Dněpr Dněpropetrovsk |
| 1997–1998    | Dynamo Kyjev (6)          | Šachtar Doněck          | Karpaty Lvov         |
| 1998–1999    | Dynamo Kyjev (7)          | Šachtar Doněck          | Kryvbas Kryvyj Rih   |
| 1999–2000    | Dynamo Kyjev (8)          | Šachtar Doněck          | Kryvbas Kryvyj Rih   |
| 2000–2001    | Dynamo Kyjev (9)          | Šachtar Doněck          | Dněpr Dněpropetrovsk |
| 2001–2002    | Šachtar Doněck (1)        | Dynamo Kyjev            | Metalurg Doněck      |
| 2002–2003    | Dynamo Kyjev (10)         | Šachtar Doněck          | Metalurg Doněck      |
| 2003–2004    | Dynamo Kyjev (11)         | Šachtar Doněck          | Dněpr Dněpropetrovsk |
| 2004–2005    | Šachtar Doněck (2)        | Dynamo Kyjev            | Metalurg Doněck      |
| 2005–2006    | Šachtar Doněck (3)        | Dynamo Kyjev            | Černomorec Oděsa     |
| 2006–2007    | Dynamo Kyjev (12)         | Šachtar Doněck          | Metalist Charkov     |
| 2007–2008    | Šachtar Doněck (4)        | Dynamo Kyjev            | bronz odebrán*       |
| Premjer-liha |                           |                         |                      |
| 2008–2009    | Dynamo Kyjev (13)         | Šachtar Doněck          | Metalist Charkov     |
| 2009–2010    | Šachtar Doněck (5)        | Dynamo Kyjev            | Metalist Charkov     |
| 2010–2011    | Šachtar Doněck (6)        | Dynamo Kyjev            | Metalist Charkov     |
| 2011–2012    | Šachtar Doněck (7)        | Dynamo Kyjev            | Metalist Charkov     |
| 2012–2013    | Šachtar Doněck (8)        | Metalist Charkov        | Dynamo Kyjev         |
| 2013–2014    | Šachtar Doněck (9)        | Dněpr Dněpropetrovsk    | Metalist Charkov     |
| 2014–2015    | Dynamo Kyjev (14)         | Šachtar Doněck          | Dněpr Dněpropetrovsk |
| 2015–2016    | Dynamo Kyjev (15)         | Šachtar Doněck          | Dněpr Dněpropetrovsk |
| 2016–2017    | Šachtar Doněck (10)       | Dynamo Kyjev            | Zorja Luhansk        |
| 2017–2018    | Šachtar Doněck (11)       | Dynamo Kyjev            | Vorskla Poltava      |
| 2018–2019    | Šachtar Doněck (12)       | Dynamo Kyjev            | POleksandrija        |
| 2019–2020    | Šachtar Doněck (13)       | Dynamo Kyjev            | Zorja Luhansk        |
| 2020–2021    | Dynamo Kyjev (16)         | Šachtar Doněck          | Zorja Luhansk        |
| 2021–2022    | Šachtar Doněck (1. místo) | Dynamo Kyjev (2. místo) | Dnipro-1 (3. místo)  |
| 2022–2023    | Šachtar Doněck (14)       | Dnipro-1                | Zorja Luhansk        |
| 2023–2024    | Šachtar Doněck (15)       | Dynamo Kyjev            | Kryvbas Kryvyj Rih   |

Poznámky:
- 2007/08: Metalistu Charkov byla Mezinárodní sportovní arbitráži dodatečně odebrána bronzová medaile pro dokázané korupční jednání v zápase s Karpaty Lvov (19. dubna 2008).[7]